# Susanne
För andra betydelser, se Susanne (olika betydelser).

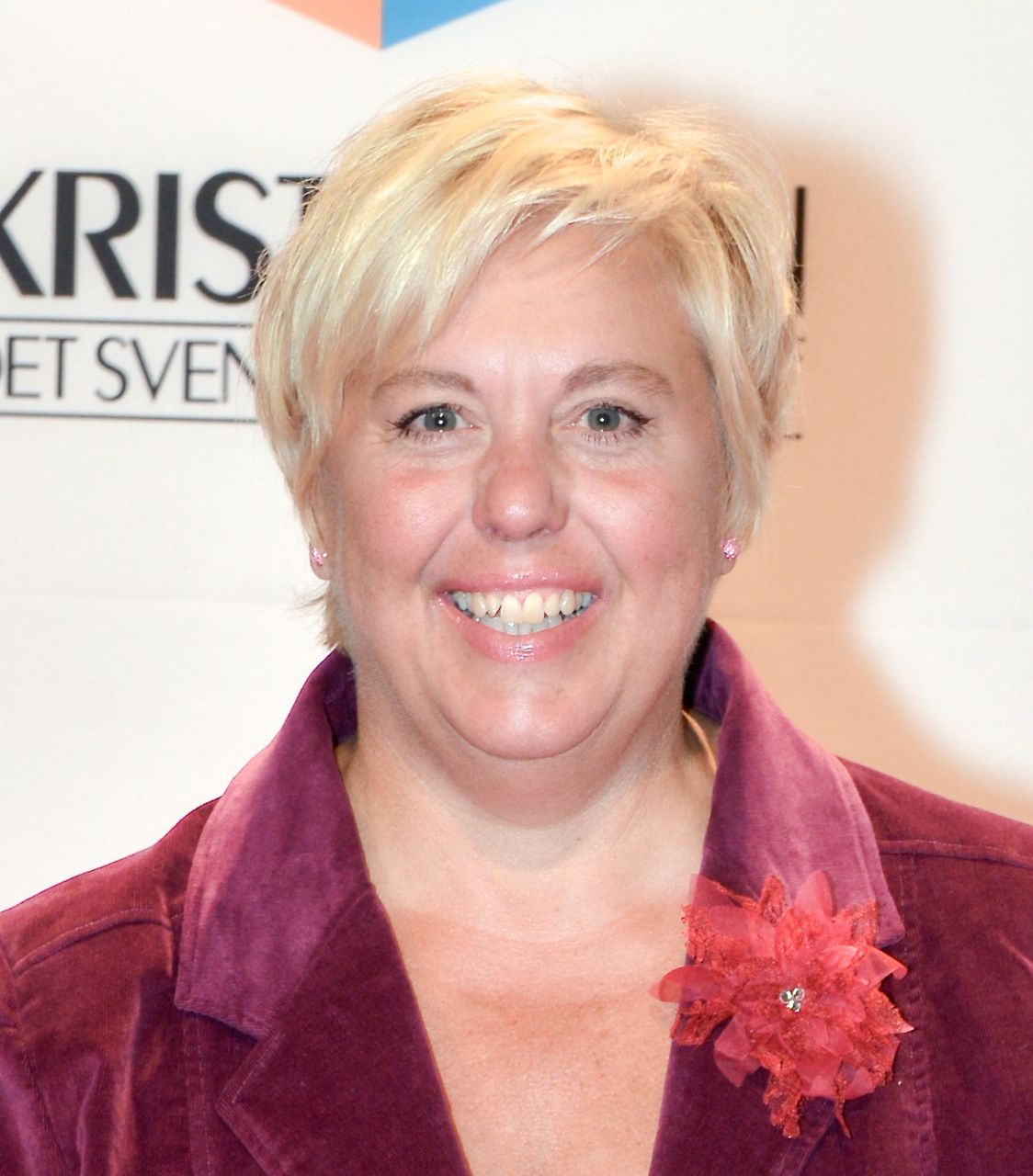
Suzanne Axell, 2013.

Susanne är en fransk form av kvinnonamnet Susanna med grekiskt ursprung och som i sin tur går tillbaks till ett hebreiskt namn som betyder "lilja".
Namnformen Susanne började användas i Sverige i slutet av 1800-talet och under 1900-talet tog den överhand över formen Susanna. Idag är Susanne fyra gånger så vanligt som Susanna. Susanne hade en popularitetsperiod på 1960- och 1970-talet och var en tid det femte vanligaste flicknamnet.
Det fanns 31 december 2004 totalt 50 985 personer i Sverige med förnamnet Susanne, varav 30 942 hade det som tilltalsnamn. År 2003 fick 143 flickor namnet, varav 11 fick det som tilltalsnamn.
Namnsdag i Sverige: saknas. (1986-92: 11 augusti). I den finlandssvenska namnsdagslängden har Susanne namnsdag 11 augusti sedan 2000. Parallellformen Susanna har samma namnsdag i den finlandssvenska namnsdagskalendern sedan 1929.

## Personer med namnet Susanne
- Susanne Alfvengren – musikartist
- Suzanne Axell – svensk programledare och journalist
- Tammy Suzanne Green Baldwin – amerikansk advokat och politiker
- Suzanne Bianchetti(en) – fransk skådespelare (1889–1936)
- Susanne Bier – dansk filmregissör
- Susanne Blakeslee – amerikansk komiker och skådespelare
- Suzanne av Bourbon – hertiginna av Bourbon
- Suzanne Lorraine Burce – amerikansk skådespelare, sångare och dansare
- Suzanne Ciani(en) – amerikansk pianist och kompositör
- Suzanne Clément(en) – kanadensisk skådespelare
- Suzanne Collins – amerikansk författare
- Suzanne Cory(en) – australisk molekylärbiolog
- Sheryl Suzanne Crow – amerikansk musiker och skådespelare
- Suzanne Curchod – fransk författare
- Colette Suzanne Dacheville – fransk skådespelare
- Michelle Suzanne Dockery – brittisk sångare och skådespelare
- Suzanne Duchamp – fransk målare
- Suzanne Ernrup – skådespelare
- Suzanne Farrell – amerikansk ballerina
- Suzanne Flon – fransk skådespelare
- Melissa Suzanne George – australisk skådespelare
- Susanne Georgi – dansk sångare
- Annie Suzanne Girardot – fransk skådespelare
- Marie-Suzanne Giroust – fransk målare, pastell- och miniatyrmålare (1734–1772)
- Susann Goksør Bjerkrheim – norsk handbollsspelare
- Susanne Grainger – kanadensisk roddare
- Susanne Gunnarsson – kanotist, OS-guld 1996, OS-silver 1992
- Susanne Hennig-Wellsow(en) – tysk politiker
- Gabriele Susanne Kerner – tysk sångare
- Susanne Klatten – tysk affärskvinna
- Susanne Lanefelt – känd gympingledare
- Susanne Langer(en) – amerikansk filosof
- Suzanne Lenglen – fransk tennisspelare
- Amandine Suzanne Monique Leynaud – fransk handbollsmålvakt
- Suzanne Lilar – belgisk författare
- Susanne Linde – politiker och feminist
- Susanne Ljungskog – cyklist, bragdmedaljör, VM-guld 2002 och 2003
- Susanne Lothar – tysk skådespelare
- Suzanne Manet – nederländsk pianist
- Suzanne Morrow – kanadensisk konstskridskoåkare
- Suzanne Mubarak(en) – tidigare egyptisk presidenthustru
- Suzanne Osten – svensk dramatiker, regissör, författare och professor i regi
- Suzann Pettersen – norsk golfspelare
- Suzanne Pleshette – amerikansk skådespelare
- Susanne Rappmann – biskop i Göteborgs stift
- Suzanne Reuter – svensk skådespelare
- Susanne Riess(en) – österrikisk politiker
- Susanne Rydén – svensk operasångerska
- Suzanne Schulting – nederländsk skridskoåkare
- Suzanne Simard(en) – kanadensisk skogsekolog
- Suzanne Somers – amerikansk skådespelare
- Susanne Sundfør – norsk sångare
- Suzanne Tamim – libanesisk sångare
- Susanne Wallmark – svensk moderat politiker
- Suzanne Valadon – fransk målare
- Suzanne Vega – amerikansk sångare
- Susanne Vendsalu – konstnär
- Susie Wolff – brittisk racerförare
- Gabrielle-Suzanne Barbot de Villeneuve – fransk författare
- Suzanne Zimmerman – amerikansk simmare